# Anna Kunczyńska-Iracka

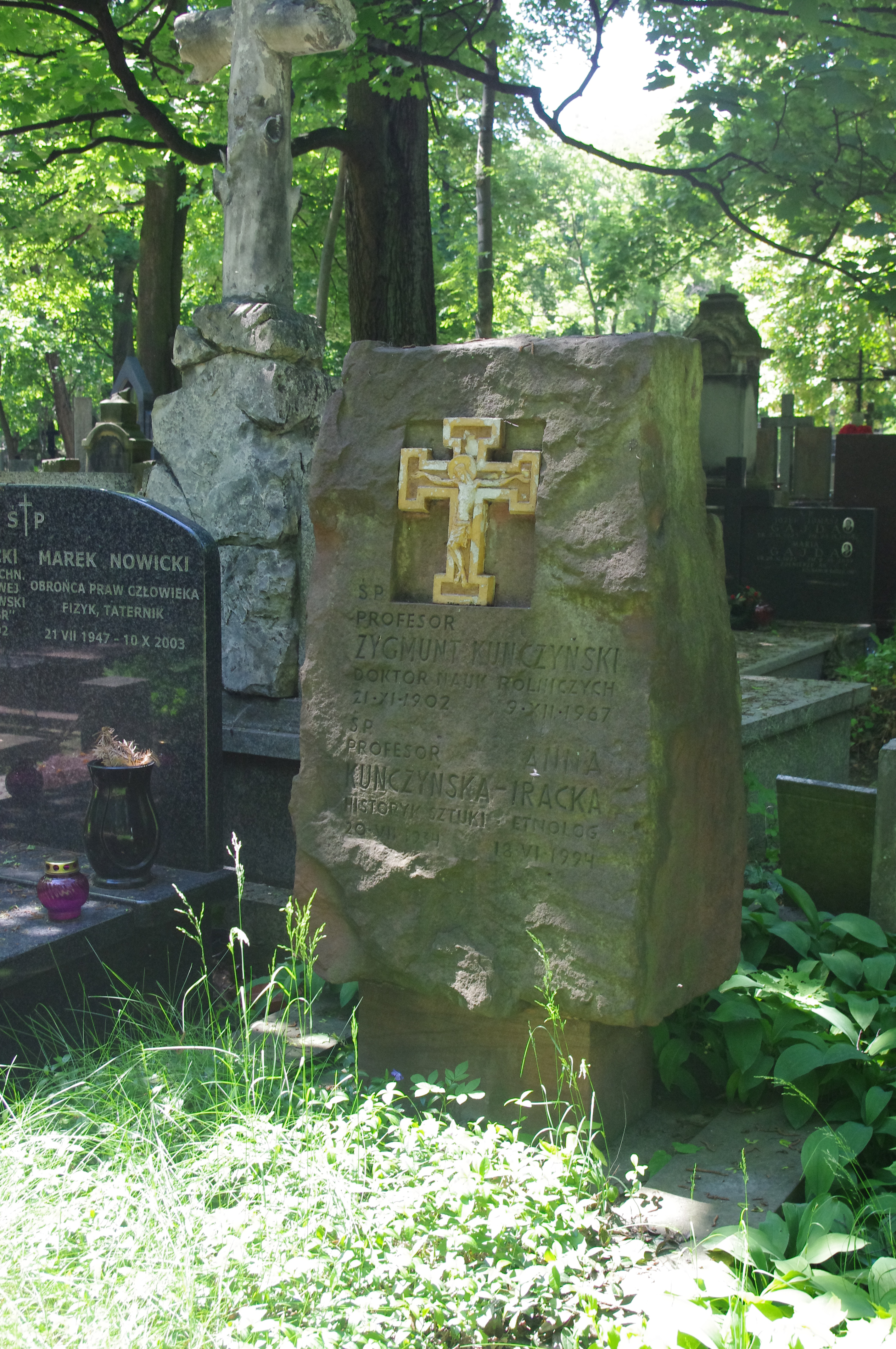
Grób historyczki sztuki Anny Kunczyńskiej-Irackiej i prof. nauk rolniczych Zygmunta Kunczyńskiego na cmentarzu Powązkowskim w Warszawie

Anna Maria Kunczyńska-Iracka (ur. 20 lipca 1934, zm. 18 czerwca 1994) – historyk sztuki.
W latach 1951–1955 studiowała historię sztuki na Uniwersytecie Warszawskim. Od 1955 roku pracowała w Instytucie Sztuki jako asystent, później jako starszy asystent, adiunkt naukowo-badawczy, a od 1990 jako docent. W 1992 została kierownikiem Pracowni Sztuki Ludowej i Nieprofesjonalnej. Współpracowała z prof. Romanem Reinfussem w badaniach terenowych nad sztuką ludową. Jej zainteresowania badawcze dotyczyły dawnej sztuki ludowej oraz pogranicza sztuki ludowej i cechowej.
Przez wiele lat była członkiem zespołu redakcyjnego Polskiej Sztuki Ludowej, wykładała sztukę ludową na Uniwersytecie Łódzkim i Warszawskim.
Jest autorką ponad 25 artykułów (opublikowanych w Polskiej Sztuce Ludowej oraz kilkunastu innych publikacji, a także ok. 30 biogramów malarzy cechowych i artystów w Słowniku artystów polskich i w Polsce działających.
Współpracowała z Cepelią, była członkiem Rady Programowej Stowarzyszenia Historyków Sztuki, należała do Stowarzyszenia Historyków Sztuki i Polskiego Towarzystwa Ludoznawczego.
Odznaczona Krzyżem Kawalerskim Orderu Odrodzenia Polski (1989).
Została pochowana na cmentarzu Powązkowskim (kwatera 197-3-17).

## Wybrane publikacje

### Książki
- 1978 Malarstwo ludowe kręgu częstochowskiego, Wrocław.
- 1988 Sztuka ludowa w Polsce, Warszawa (wraz z Ewą Fryś-Pietraszkową i Marianem Pokropkiem)

### Artykuły
- 1960 Chrystus Frasobliwy w polskiej rzeźbie ludowej, PSL, R. 14, nr 4, s. 218.
- 1965 Ludowe kwiaty sztuczne (uwagi po warszawskiej wystawie), PSL, R. 19, nr 3, s. 167-172.
- 1965 Malarze ludowi z Gidel, PSL, R. 19, nr 2, s. 75-100.
- 1966 Obrazy częstochowskie, PSL, R. 20, nr 2, s. 75-100.
- 1968 Ilustracje Kroniki ojca Pokorskiego, PSL, R. 22, nr 1-2, s. 61-66.
- 1971 Wystawa i sympozjum polskiej grafiki ludowej w Muzeum Etnograficznym w Krakowie, PSL, R. 25, nr 3, s. 165-176.
- 1972 Elementy ludowe w polskich miedziorytach dewocyjnych XVIII w., [w:] Granice sztuki. Z badań nad teorią i historią sztuki, kulturą artystyczną oraz sztuką ludową, s. 191-202, Warszawa.
- 1976 Krzyże rzeźbione i monolityczne figury drewniane z Małopolski, PSL, R. 30
- 1978 Przegląd publikacji o polskiej rzeźbie, malarstwie i grafice ludowej w latach 1964-1977, PSL, R. 32, nr 2, s. 71-79.
- 1980 Chrystus Frasobliwy i jego miejsce w tradycyjnej religijności ludowej, PSL, R. 34, nr 3-4, s. 143-153.
- 1981 Refleksje po wystawie sztuki ludowej z Podtatrza, PSL, R. 36, nr 3-4, s. 199-210.
- 1988 Madonna w dawnej polskiej sztuce ludowej, PSL, R. 42,